# Balog János (színművész)
Balog János (névváltozataː Balog Janó; Debrecen, 1976. január 8. –) magyar színművész. 

## Életpályája
Gyermekkorát nevelőotthonban töltötte. 1995-ben érettségizett a debreceni Kodály Zoltán Zeneművészeti Szakközépiskolában. 1997–2001 között a Színház- és Filmművészeti Egyetem hallgatója volt. Diplomaszerzése után játszott a Madách Színház több előadása mellett vidéken is. Később hat évig énekelt egy hajón. 2018-ban szerepelt az RTL Klubon futó X faktor című tehetségkutató műsorban is.
Felesége Osztolykán Ágnes politikus (2002–). Egy gyermekük van: Zsombor.

## Főbb színházi szerepei
- A dzsungel könyve – Maugli
- Anna Karenina – Levin
- Rómeó és Júlia – Rómeó
- Chicago – Amos Hart
- Vérnász – Hold
- Jézus Krisztus szupersztár – Heródes/Pilátus
- Evita – Latin szerető
- Csókos asszony – Ibolya Ede
- Bolondok iskolája – Folatil
- Jekyll & Hyde – Jekyll/Hyde
- Volt egyszer egy csapat – Frank
- Vámpírok bálja – Koukol
- Producerek – Vak koldus, Könyvelő, Zongora-kísérő, Churchill, Rendőr, Bíró